# Atlanta (Delaware)
Atlanta es un área no incorporada ubicada en el condado de Sussex en el estado estadounidense de Delaware. Atlanta se encuentra ubicada al suroeste de Bridgeville.

## Geografía
Atlanta se encuentra ubicada en las coordenadas 38°42′31″N 75°40′41″O / 38.70861, -75.67806.